# Les baisers de secours
Les baisers de secours è un film del 1989 diretto da Philippe Garrel.